# 2024年敘利亞南部攻勢
2024年敘利亞南部攻勢是從2024年11月29日開始，由南部的敘利亞反對派團體在敘利亞南部的德拉省和阿斯蘇韋達省沿著與約旦的邊界展開攻勢。這次攻勢被公開宣布為與敘利亞西北部攻勢協調進行的一次多線推進。最終敘利亞阿拉伯武裝部隊從德拉市周圍撤退，以增援大馬士革。

## 背景
自2018年7月以來，德拉在一項俄羅斯斡旋的和解協議下正式處於政府控制之下。然而，政府在該地區的完全統治權仍存在爭議，尤其是在德拉·巴拉德和西部農村地區。

## 準備過程
隨著敘利亞西北部攻勢的開始，該國南部的敘利亞反對派團體發表了一份公告，由「豪蘭東部地區的革命者與自由之人」署名，宣稱計劃與北部反對派團體協調軍事行動。反對派意圖實施一項鉗形攻勢計劃，針對大馬士革發動進攻，並透過來自北部和南部反對派的同步壓力進行攻擊。以德拉省為中心的南部反對派團體共同建立了一個多派別的軍事協調平台。當地媒體Daraa 24報導稱，反對派計劃對該地區的政府軍事設施和檢查站進行針對性行動。
自2024年11月29日起，反對派團體在敘利亞南部地區展開針對敘利亞政府設施的行動，特別集中於德拉省和蘇韋達省。這些行動主要針對政府的安全基礎設施，包括軍事檢查站及安全機構的據點。 在德拉以北的因希爾，反對派軍隊對國家安全中心發起圍攻。同時，針對蘇韋達的空軍情報設施進行飛彈空襲。
根據敘利亞人權觀察組織（SOHR）的報告，身份不明的戰鬥人員在蘇韋達省東部的Om Shama鎮附近向效忠政府的敘利亞武裝部隊（SAF）軍事人員開火，導致一名來自塔爾圖斯的政府軍中尉死亡，另有兩名士兵受傷。 2024年11月30日，SOHR報告稱另一名政府軍中尉及三名貝都因部落成員在蘇韋達邊境附近被反對派士兵射殺。 此外，SOHR還表示，一名地方武裝組織的指揮官在德拉西部的塔法斯遭槍擊身亡，另有一人受傷。
2024年11月30日，敘利亞政府軍對南部戰略城市德拉實施了大規模軍事部署。政府軍高層確認，此次部署是持續進行的國家安全行動的一部分，特別針對在南敘利亞地區活動的武裝組織。敘利亞武裝部隊總司令部就此行動發布了正式聲明，宣布武裝部隊正在執行應對行動，以打擊該地區的「恐怖組織」。

## 進攻
2024年12月6日，德拉省的數個城鎮，包括Ghabagheb、al-Jiza、al-Ghariyah al-Sharqiyah、Inkhil、Barqa、Jasim、Namir和Simlin，以及Nasib Border Crossing，均落入當地武裝勢力的控制之下。 此外，更多城市，包括Busra al-Harir、Nawa、Mahajjah以及整個靠近約旦的邊境地區，全面落入反對派控制之下。
反對派宣稱奪取德拉省第二大政府軍事基地——第52旅，並在該基地及鄰近城鎮希拉克與政權部隊交火後，成功掌控該地。 當日結束前，反對派首次完全控制德拉市及Izra，自內戰爆發以來從未發生過類似情況。
在Suwayda，反對派成功控制城市裡的安全及軍事據點，包括中央監獄、復興黨支部、警察總部及多處軍事檢查站。 同日，有四名平民在不同事件中喪生。
截至2024年12月7日，反對派已控制德拉省90%的地區，僅剩塞奈邁因例外，並向親政府部隊提供通往大馬士革的安全通道。 當日上午，反對派奪取了庫奈特拉省，親政府部隊撤退至大馬士革。 當日，以色列軍隊協助聯合國脫離接觸觀察員部隊（UNDOF）擊退一次襲擊。
一名沙姆解放組織指揮官表示，其部隊在奪取塞奈邁因後，距離大馬士革南門不到20公里。敘利亞國家媒體報導，大馬士革向德拉發射了彈道導彈。
2024年12月7日，政府軍對德拉的炮擊造成六名平民喪生。

## 影響
在大馬士革陷落後，以色列國防軍自1974年以來首次於戈蘭高地部署額外軍力，建立緩衝區。 以色列國防軍亦在赫爾蒙山敘利亞一側部署部隊。
同日，以色列對德拉多處地點以及位於蘇韋達以北的Khalkhala空軍基地進行至少六次空襲。該基地在夜間已被政府撤空。據推測，以色列此舉可能是試圖阻止武器流入真主黨手中。

## 反應
- 約旦因應敘利亞南部的軍事衝突升級，關閉了納西布邊境管制站。[31]

- 以色列增強了第201師的力量，並向戈蘭高地部署了更多部隊。[32]

- 前德拉奧馬里清真寺的講道者及宗教領袖謝赫·艾哈邁德·阿爾-賽亞斯內（Sheikh Ahmed Al-Sayasneh）支持反對派的軍事行動，認為這是對政府軍及伊朗支持的民兵組織行動的必要回應。[8]